# Nordea Nordic Light Open 2004
Il Nordea Nordic Light Open 2004  è stato un torneo di tennis giocato sul cemento. È stata la 3ª edizione del Nordea Nordic Light Open, che fa parte della categoria Tier IV nell'ambito del WTA Tour 2004. Si è giocato a Stoccolma in Svezia, dal 2 all'8 agosto 2004.

## Campioni

### Singolare
Alicia Molik hanno battuto in finale  Tetjana Perebyjnis con il punteggio di 6–1, 6–1

### Doppio
Émilie Loit /  Katarina Srebotnik hanno battuto in finale  Eva Birnerová /  Mara Santangelo con il punteggio di 6–4, 6–3